# Hug Schapler
Hug Schapler (Huge Scheppel) ist eine von vier Prosaübersetzungen französischer Chansons de geste, die Elisabeth von Lothringen um 1437 fertigte. Der spätmittelalterliche Ritterroman enthält die sagenhafte Geschichte Hugo Capets, des Gründers der Kapetingerdynastie, der als Nachkomme eines Metzgers auftritt und schließlich durch Tapferkeit den Königsthron erwirbt. Elisabeths Übersetzung erschien im Jahre 1500 erstmals in Straßburg im Druck. Die letzte Bearbeitung der Ausgabe erschien 1794 in Nürnberg unter dem Titel Von dem streitbaren Helden Hugo Capet.